# Adaline (film)
Pour le réseau de neurones artificiels simple-couche, voir ADALINE.
Pour plus de détails, voir Fiche technique et Distribution.
Adaline ou Éternelle Adaline au Québec (The Age of Adaline) est un film américain réalisé par Lee Toland Krieger, sorti en 2015.

## Synopsis
Adaline avait toutes les caractéristiques d'une jeune femme normale, vouée à connaître les péripéties de la vie jusqu'à la vieillesse, lot de tout un chacun.
Pourtant, bien que née en 1908, elle entame le XXIe siècle toujours parée d'une jeunesse immuable à la suite d'un étrange accident survenu en 1937, alors qu'elle avait 29 ans, un âge qu'elle affichera physiquement tout le reste de sa vie.
Bientôt traquée, notamment par le FBI, elle doit régulièrement changer d'identité, de domicile et de travail et ne peut s'attacher durablement aux hommes qu'elle croise au cours de son existence sans fin. Mais, le dernier qu'elle rencontre, tenace, va faire s'entrechoquer son passé et son présent.
Entre la raison et les sentiments, pourra-t-elle enfin accepter l'amour ?

## Fiche technique
Sauf indication contraire, les informations mentionnées dans cette section peuvent être confirmées par la base de données cinématographiques IMDb,  présente dans la section « Liens externes ».
- Titre original : The Age of Adaline
- Titre français : Adaline
- Titre québécois : Éternelle Adaline
- Réalisation : Lee Toland Krieger
- Scénario : J. Mills Goodloe et Salvador Paskowitz, d'après leur histoire
- Musique : Rob Simonsen
- Direction artistique : Martina Javorova
- Décors : Claude Paré
- Costumes : Angus Strathie
- Photographie : David Lanzenberg
- Montage : Melissa Kent
- Production : Sidney Kimmel, Gary Lucchesi et Tom Rosenberg
- Sociétés de production : Lakeshore Entertainment, Lionsgate et Sidney Kimmel Entertainment
- Société de distribution : Lionsgate
- Budget : 25 millions dollars[réf. nécessaire]
- Pays de production :  États-Unis
- Langue originale : anglais
- Format : couleur – 16 mm – 2,35:1 – son Dolby Digital : Dolby Atmos
- Genre : Film fantastique, Film romantique
- Durée : 112 minutes
- Dates de sortie :
  - Belgique : 8 avril 2015
  - Québec : 23 avril 2015[1]
  - États-Unis : 24 avril 2015
  - France : 22 mai 2015 (vidéo à la demande)

## Distribution

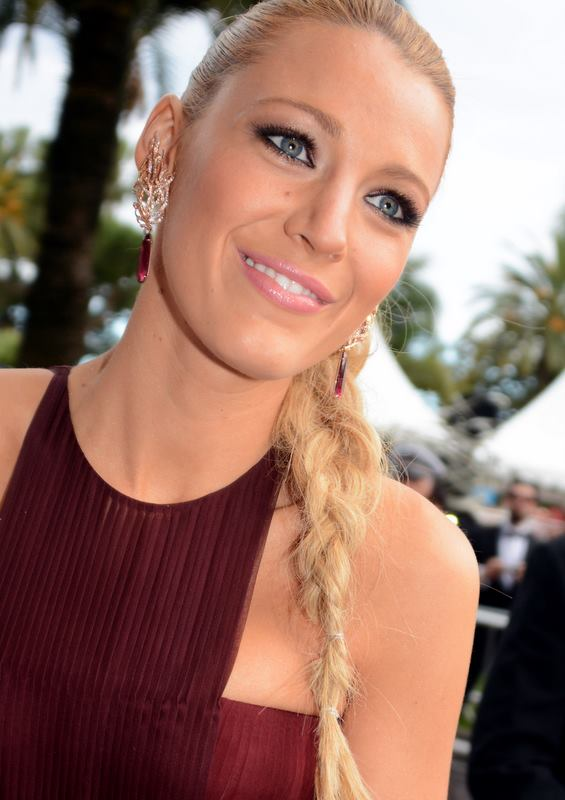
L'actrice principale Blake Lively, l'année de tournage du film.

- Blake Lively (VF : Olivia Luccioni ; VQ : Catherine Proulx-Lemay) : Adaline Mary Bowman / Jennifer Larson
- Michiel Huisman (VF : Patrick Mancini ; VQ : Éric Bruneau) : Ellis Jones
- Kathy Baker (VF : Pauline Larrieu) : Kathy Jones
- Harrison Ford (VF : Richard Darbois ; VQ : Mario Desmarais) : William Jones
  - Anthony Ingruber (VF : Hervé Grull) : William, jeune
- Ellen Burstyn (VF : Sylvie Genty ; VQ : Claudine Chatel) : Flemming Prescott
  - Cate Richardson : Flemming à 20 ans
- Amanda Crew (VF : Karine Foviau ; VQ : Kim Jalabert) : Kiki Jones
- Richard Harmon (VF : Olivier Podesta) : Tony
- Mark Ghanimé : Caleb
- Anjali Jay (VF : Dominique Lelong) : Cora
- Barclay Hope (VF : Olivier Destrez) : Stanley Chesterfield
- Peter J. Gray : Clarence James Prescott
- Lynda Boyd (VF : Brigitte Aubry ; VQ : Patricia Tulasne) : Regan
- Alison Wandzura : Greencar
- Chris William Martin (VF : Éric Missoffe) : Dale Davenport
- Toby Levins (VF : Olivier Jankovic) : le superintendant
- Robert Moloney (VF : Serge Faliu) : le conseiller financier
- Fulvio Cecere (VF : Gilbert Lévy) : le chauffeur de taxi

 Source et légende : version française (VF) sur RS Doublage et version québécoise sur Doublage QC.CA